# Phytometra sanctiflorentis
Phytometra sanctiflorentis é uma espécie de insetos lepidópteros, mais especificamente de traças, pertencente à família Erebidae.
A autoridade científica da espécie é Jean-Baptiste Alphonse Dechauffour de BoisduvalBoisduval, tendo sido descrita no ano de 1834.
Trata-se de uma espécie presente no território português.